# 나도민들레
나도민들레(Crepis tectorum)는 국화과의 여러해살이풀이다. 민들레를 닮았으며 한국에서는 귀화식물의 지위에 있다.